# Bulle (informatique)
Pour les articles homonymes, voir Bulle.

En informatique, une bulle (en anglais bubble ou pipeline stall) est un temps d'attente lors de l'exécution d'une instruction sur un processeur à pipeline. Cette bulle est le plus souvent représentée par l'exécution d'une instruction NOP, qui n'a pas d'autre utilité que d'introduire un délai dans le pipeline.